# Kapløbet om Afrika
Kapløbet om Afrika er en periode i afrikansk historie fra omkring 1870 frem til 1. verdenskrig. I denne periode virkede de europæiske kolonimagter for at få land på det afrikanske kontinent. Berlinkonferencen i 1884-85 var meget vigtigt i sagen.
Udfaldet blev en opdeling af Afrika i kolonier, idet:
- Frankrig primært lagde beslag på områder i vest, nord og Madagaskar.
- Storbritannien primært lagde beslag på områder i syd, øst, langs Nilen og Nigeria.
- Tyskland fik kolonier i Østafrika, Sydvestafrika og Cameroun.
- Portugal fik kolonier i Angola og Mozambique.
- Belgien fik en koloni i Congo.
- Italien fik kolonier i Libyen, Eritrea og Somalia.

I 1912 var de eneste områder, der ikke var under koloniherredømme, Etiopien og Liberia. Perioden har haft afgørende betydning for Afrikas udvikling frem til i dag.
Den europæiske opdagelse og udforskning af Afrika begyndte for alvor i slutningen af det 18. århundrede. I 1835 havde europæerne kortlagt størstedelen af Nordvest-afrika. Blandt de mest berømte europæiske opdagelsesrejsende var David Livingstone, som rejste gennem det sydlige og centrale Afrika, kortlæggende store dele af området. Mange andre ekspeditioner, især i midten af det 19. århundrede, ledte europæerne til at forstå, hvor mange råvarer Afrika indeholdt. I 1870'erne kontrollerede de europæiske lande kun 10% af kontinentet. På dette tidspunkt var de vigtigste kolonier Algeriet, kontrolleret af Frankrig, Kapkolonien af Storbritannien, og Angola og Mozambique af Portugal.
Teknologiske fremskridt fremmede udvidelsen af europæisk kolonialisme. Forbedring af transport- og kommunikationsmidler, især dampskibe, jernbaner og telegrafer var meget vigtige. Forbedringer i lægevidenskaben var også meget vigtige, især medicin mod tropiske sygdomme. Kinin, medicin mod malaria, åbnede store dele af Afrika for europæerne, som tidligere ikke kunne komme langt uden at dø af sygdommen.
Subsahara, en af verdens sidste regioner, der var uberørt af imperialisme, var attraktiv for Europas regerende elite af økonomiske og racemæssige grunde. De europæiske lande var i stigende omfang protektionistiske og deres markeder var vigende på grund af den økonomiske krise fra 1873-1896. Afrika tilbød et nyt marked for de europæiske lande. De fleste havde i denne periode negative betalingsbalancer og de havde brug for nye markeder som kunne aftage deres produktion. Storbritannien havde især kig på områder, med henblik på investering, udenfor Europa. Landets industri var i stigende grad vigtig for landets økonomiske sundhed. Investeringer i oversøiske områder var tit mere indbringende, fordi arbejdskraften var relativt billig, der var rigelige mængder af råvarer og konkurrencen begrænset. Adgangen til råvarer, der ikke fandtes i Europa, var blandt andet vigtig, fordi nødvendigheden af dem steg kraftigt med industrialiserigen.
Investeringen i Afrika var ikke ret stor omkring Berlinkonferencen i 1884-85. Nogle få selskaber, f.eks. Cecil Rhodes's De Beers Mining Company eller Belgiens Kong Leopold 2.s personlige selskab som herskede i Congo, var temmelig store, men de fleste var meget små.
Mange troede at der var mulighed for økonomisk vækst i fremtiden, og at kontinentet havde strategisk vigtighed for adgangen til andre store markeder, f.eks. Britisk Indien, Qing-dynasti Kina, og Latinamerika.
Suez kanalen og Østafrika var bestemt vigtige, fordi de lå mellem Europa og Asien.
Alle stormagterne frygtede, at de andre skulle monopolisere disse områder, eller de nye markeder i Afrika. Denne frygt forklarer delvist hvorfor Afrika deles så hurtigt, og hvorfor så mange økonomisk og strategisk meningsløse steder blev koloniseret.

## Afrikanske kolonier efter kolonimagt

### Belgien
- Fristaten Congo og Belgisk Congo (i dag Demokratiske Republik Congo)
- Ruanda-Urundi (bestående af de moderne lande Rwanda og Burundi, 1922–62)

### Frankrig
| - Fransk Vestafrika : - Mauretanien - Senegal - Albreda (1681–1857, i dag en del af Gambia) - Fransk Sudan (i dag Mali) - Fransk Guinea (i dag Guinea) - Elfenbenskysten - Niger - Fransk Øvre Volta (i dag Burkina Faso) - Fransk Dahomey (i dag Benin) - Fransk Togoland (1916–60, i dag Togo) | - Fransk Ækvatorialafrika : - Gabon - Fransk Cameroun (1922–60) - Fransk Congo (i dag Republikken Congo) - Oubangui-Chari (i dag Centralafrikanske Republik) - Chad - Fransk Nordafrika : - Fransk Algeriet - Franske protektorat Tunesien - Fransk Marokko - - Fezzan-Ghadames (1943–1951) (administration givet af UNO efter Charles de Gaulles erobring) - Egypten (ejerskab (1798–1801)) (Kondominat af Frankrig og Storbritannien) (1876–1882) - Fransk Østafrika : - Fransk Madagaskar - Comorerne - Spredte øer i det Indiske Ocean - Fransk Somaliland (i dag Djibouti) - Isle de France (1715-1810) (i dag Mauritius) |

### Tyskland
- Tysk Kamerun (i dag Cameroun i dele af Nigeria, 1884–1916)
- Tysk Østafrika (i dag Rwanda, Burundi og det meste af Tanzania, 1885–1919)
- Tysk Sydvestafrika (i dag Namibia, 1884–1915)
- Tysk Togoland (i dag Togo og den østlige del af Ghana, 1884–1914)

Efter 1. verdenskrig blev Tysklands besiddelser opdelt mellem Storbritannien (som tog en del af det vestlige Cameroun, Tanzania, vestlige Togo og Namibia), Frankrig (som tog størstedelen af Cameroun og det østlige Togo) og Belgien (som tog Rwanda og Burundi).

### Italien
- Italiensk Libyen
- Italiensk Eritrea
- Italiensk Somaliland

Senere, i mellemkrigstiden, annekterede Italien Etiopien efter den anden italiensk-abessinske krig, hvilket, sammen med Italiensk Eritrea og Italisk Somaliland dannede Italiensk Østafrika (A.O.I., "Africa Orientale Italiana", også defineret af den fascistiske italienske regering som L'Impero).

### Portugal
| - Portugisisk Vestafrika (i dag Angola) - Mainland Angola - Portugisisk Congo (i dag provinsen Cabinda i Angola) - Portugisisk Østafrika (i dag Mozambique) - Portugisisk Guinea (i dag Guinea-Bissau) | - Portugisisk Kap Verde - Portugisisk São Tomé og Príncipe - São Tomé - Príncipe - Fortet São João Baptista de Ajudá (i dag Ouidah, i Benin) |

### Spanien
| - Spansk Nordafrika - Nordlige Spansk Marokko - Chefchaouen (Chauen) - Jebala (Yebala) - Kert - Loukkos (Lucus) - Rif | - Spansk Vestafrika - Sydlige Spansk Marokko - Kap Juby - Ifni - Spansk Sahara (i dag Vestsahara) - Río de Oro - Saguia el-Hamra | - Spansk Guinea (i dag Ækvatorialguinea) - Fernando Pó - Río Muni - Annobón |  |

### Storbritannien
Briterne var hovedsageligt interesserede i at vedligeholde en sikker kommunikationslinje med Indien, hvilket oprindeligt førte til interesse i Egypten og Sydafrika. Da først disse to områder var sikret, ønskede britiske kolonisatorer såsom Cecil Rhodes at etablere en Cape-Cairo-jernbane og udnytte mineraler og landbrugsmæssige ressourer. Kontrol over Nilen blev set som både en strategisk og kommerciel styrke.
| - Britisk Egypten - Anglo-egyptisk Sudan (1899–1956) - Britisk Somaliland (i dag en del af Somalia) - Britisk Østafrika: - Kenya-kolonien - Ugandaprotektoratet - Tanzania : - Tanganyikaterritoriet (1919–61) - Zanzibar | - Britisk Mauritius - Protektoratet Bechuanaland (i dag Botswana) - Sydrhodesia (i dag Zimbabwe) - Nordrhodesia (i dag Zambia) - Britisk Seychellerne - Britisk Sydafrika - Sydafrika : - Transvaal - Kapkolonien - Kolonien Natal - Orange River Colony - Sydvestafrika (fra 1915, i dag Namibia) | - Britisk Vestafrika - Gambia Koloni og Protektorat - Sierra Leone - Nigeria-kolonien - Britisk Togoland (1916–56, i dag en del af Ghana) - Britisk Cameroun (1922–61, i dag dele af Cameroun og Nigeria) - Guldkysten (i dag Ghana) - Nyasaland (i dag Malawi) - Basutoland (i dag Lesotho) - Swaziland |

### Uafhængige stater
Liberia var den eneste afrikanske nation, som var koloni og protektorat af USA. Liberia blev grundlagt, koloniseret, etableret og kontrolleret af American Colonization Society, som var en privat organisation etableret for at flytte befriede Afro-amerikanere og caribiske slaver fra USA og de Caribiske Øer i 1821. Liberia erklærede uafhængighed fra American Colonization Society 26. juli 1847. Liberia er Afrikas ældste demokratiske republik og den næst-ældste republik bestående af en primært sort befolkning, efter Haiti.
Etiopien fastholdt oprindeligt sin uafhængighed fra Italien efter slaget ved Adwa, som resulterede i Addis Ababa-traktaten. Med undtagelse af den senere besættelse under Benito Mussolinis militærstyrker (1936–41) er Etiopien Afrikas ældste uafhængige nation.